# Cratichneumon interfector
Cratichneumon interfector là một loài tò vò trong họ Ichneumonidae.